# Juan Ramírez Orozco
Juan Ramírez Orozco (Badajoz, 1764 – Madrid, 1852) è stato un militare spagnolo.
Si distinse nel campo realista durante le guerre d'indipendenza ispanoamericana, arrivando a ricoprire il ruolo di comandante dell'esercito spagnolo nell'Alto Perù.

## Biografia
Nel 1809, allo scoppio della Rivoluzione di Chuquisaca, era governatore della provincia di Huarochirí quando gli fu ordinato dal viceré José Fernando de Abascal di riunire le sue truppe a quelle del generale José Manuel de Goyeneche per dirigere sugli insorti. Sedate le sommosse a Chuquisaca e a La Paz, Ramírez Orozco si installò in quest'ultima città come nuovo governatore.
L'anno seguente dovette ripiegare con le sue truppe dietro la linea del fiume Desaguadero a causa della rivolta delle città dell'Alto Perù, dove era giunta la notizia dello scoppio della Rivoluzione di Maggio a Buenos Aires. Fu uno dei protagonisti della vittoria realista nella battaglia di Huaqui e comandò l'avanguardia in quella di Sipe Sipe.
Dimessosi Goyeneche in seguito alla sconfitta di Salta, Ramírez Orozco divenne l'aiutante del nuovo comandante dell'esercito realista, Joaquín de la Pezuela; insieme sconfissero gli indipendentisti a Vilcapugio e Ayohuma, occupando in seguito la città di Salta, da dove però scelsero di ritirarsi incalzati dalle incursioni dei gauchos comandati da Martín Miguel de Güemes.
Allo scoppio, il 3 agosto 1814, della rivoluzione a Cuzco, Ramírez Orozco fu incaricato di sedarla con 1200 soldati; la rivolta si diffuse rapidamente nel Perù meridionale e nell'Alto Perù, impegnando il generale spagnolo per mesi. Dopo una decisiva vittoria realista ad Humachiri la città si liberò dei ribelli con una controrivoluzione; il capo di questi, il cacique Mateo Pumacahua, fu catturato e giustiziato dalle truppe spagnole.
A dicembre del 1815 fu incaricato di sedare una nuova ribellione a Chuquisaca; nell'aprile successivo sostituì temporaneamente Pezuela, designato nuovo viceré, al comando dell'esercito realista. Il 12 novembre lasciò il ruolo al nuovo comandante, il generale José de la Serna, assumendo il governo della Presidenza di Quito.
Il 5 febbraio 1820, Ramírez Orozco riprese il comando dell'esercito realista in America del Sud. A seguito dello sbarco di San Martín sulle coste del Perù fu costretto a retrocedere con la maggior parte delle truppe disponibili per affrontare il nuovo attacco.
Nel 1822 chiese ed ottenne di rientrare in Spagna per motivi di salute.